# Чернюк Юрій Петрович
Ю́рій Петро́вич Черню́к (1985-2023) — військовослужбовець із позивним «Чорний», захисник Києва під час Російського вторгнення в Україну. Брав участь у битві за Мощун — в обороні Києва в березні 2022 року.

## Життєпис
Юрій народився в селі Русанів, у 1990 році разом з батьками та маленькою сестричкою переїхав до міста Києва, де виріс, навчався та працював, зокрема проживав у Деснянському районі столиці. 3 1992 по 2002 рік навчався в загальноосвітній середній школі № 294 Деснянського району міста Києва.
| День/Місяць/Рік         | Подія |
| ----------------------- | --- |
| 07.11.2003              | Призваний на строкову військову службу до Збройних Сил України, яку проходив в прикордонних військах м. Керч. |
| 21.04.2005              | Звільнений в запас збройних сил на підставі Указу Президента України № 391 |
| Після військової служби | Навчався в "Відкритому міжнародному університеті розвитку людини «Україна», і отримав базову вищу освіту за напрямом підготовки «Право», здобувши кваліфікацію «бакалавр» з права. |
| 24.02.2022              | Добровільно вирушив до Оболонського ТЦК та СП м. Києва та був мобілізований відповідно до Указу Президента України № 69 |
| 23.03.2022              | Дістав вогнепальне осколкове дотичне поранення середньої зони обличчя, рвану рану правої щічної та защелепної ділянок, перелом задньої стінки правої верхньощелепної пазухи із незначним зміщенням уламків. Після лікування продовжив службу в Першій Президентській бригаді оперативного призначення імені гетьмана Петра Дорошенка «БУРЕВІЙ» — НГУ та ніс службу в різних куточках України. |
| 22.07.2023              | Загинув під час виконання бойового завдання внаслідок ворожого мінометного, артилерійського обстрілу на західній околиці населеного пункту Нововодяне. |

## Вшанування

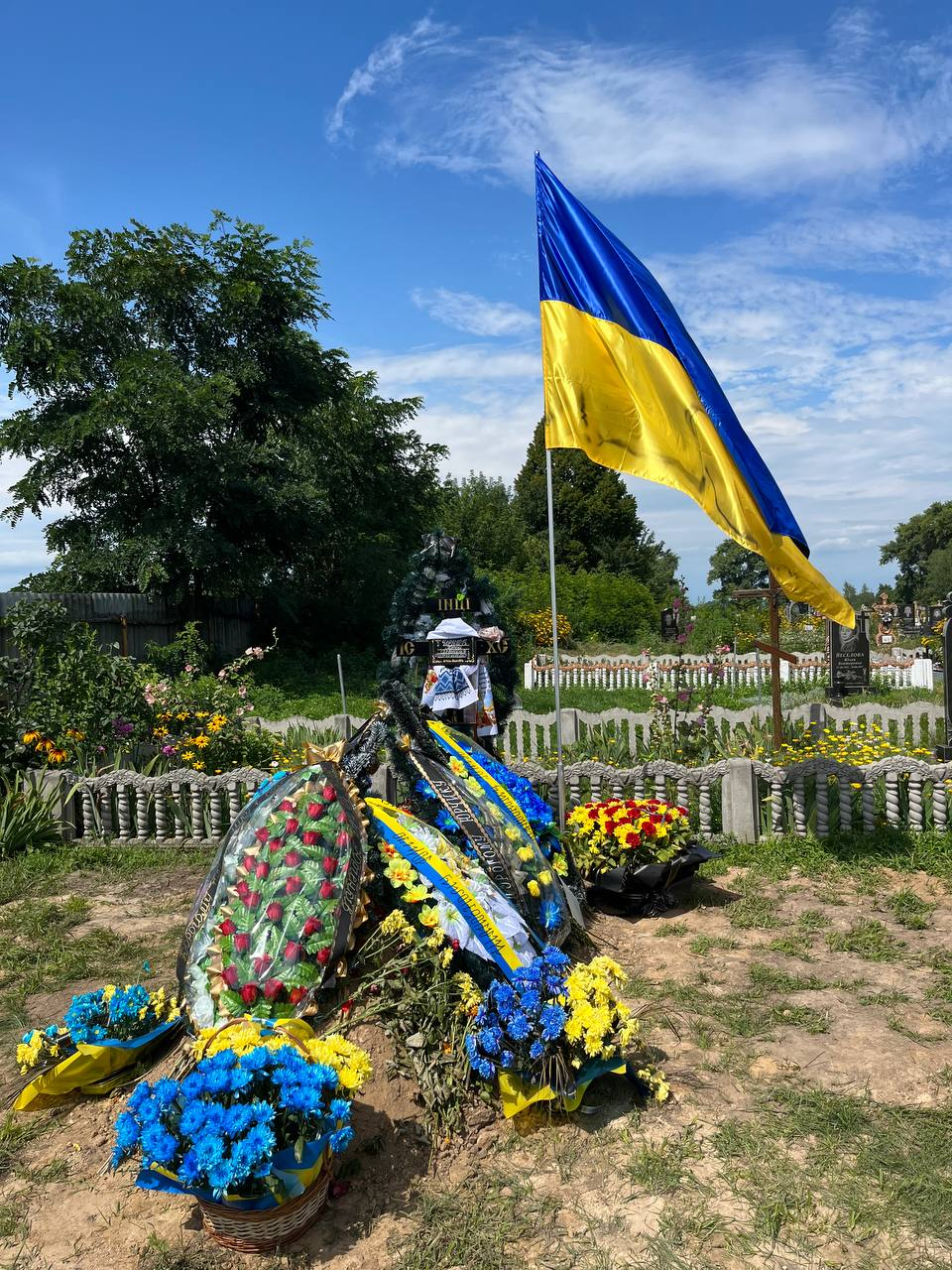
Поховання Юрія Чернюка, с. Русанів

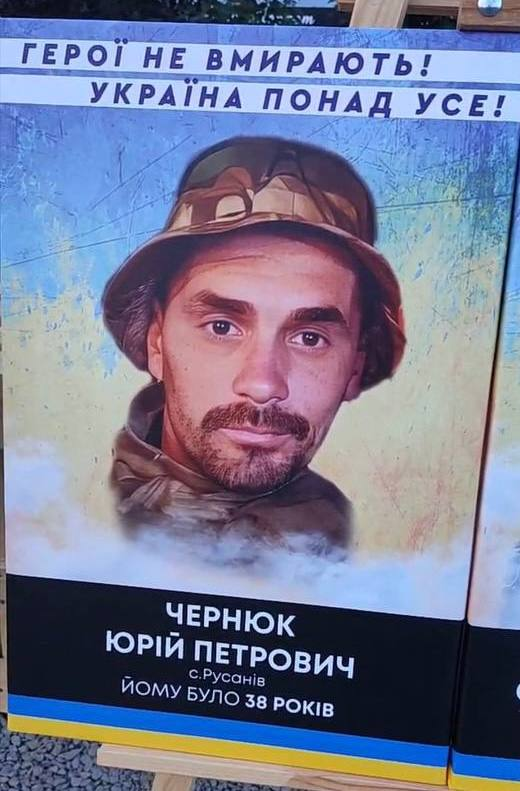
Меморіальна фотографія Юрія Чернюка, до дня захисників і захисниць

Похований на цвинтарі в с. Русанів Броварського району Київської області.

## Сім'я
У Юрія залишились батьки, сестра Вікторія, дружина Олена та трирічний син Владислав. 